# 2008년 2월
| 2008년: 1월 · 2월 · 3월 · 4월 · 5월 · 6월 · 7월 · 8월 · 9월 · 10월 · 11월 · 12월 |

| <          | 2008년 2월 | 2008년 2월 | 2008년 2월 | 2008년 2월 | 2008년 2월   | >          |
| 일         | 월         | 화         | 수         | 목         | 금           | 토         |
|            |            |            |            |            | 1 12.25 신미 | 2 26 임신  |
| 3 27 계유  | 4 28 갑술  | 5 29 을해  | 6 30 병자  | 7 1.1 정축 | 8 2 무인     | 9 3 기묘   |
| 10 4 경진  | 11 5 신사  | 12 6 임오  | 13 7 계미  | 14 8 갑신  | 15 9 을유    | 16 10 병술 |
| 17 11 정해 | 18 12 무자 | 19 13 기축 | 20 14 경인 | 21 15 신묘 | 22 16 임진   | 23 17 계사 |
| 24 18 갑오 | 25 19 을미 | 26 20 병신 | 27 21 정유 | 28 22 무술 | 29 23 기해   |            |

| - 2월 14일 - 이영훈 편집하기 |

## 2008년2월 29일
- 중화인민공화국 베이징의 베이징 수도 국제공항이 대대적인 터미널 확장 공사를 마무리하고 제3터미널을 개장했다.
- 튀르키예군의 이라크 북부 침공이 터키군의 승리로 종결되었고, 터키군은 철수하였다.
- 케냐의 혼란 사태가 코피 아난 전 국제 연합 사무총장 등의 주선을 통한 여야 양측의 합의로 종식되었다.
- 한승수 국무총리가 총리임기를 시작하였고, 한덕수 국무총리는 임기가 완전히 종료되어 이날을 기해 참여정부 시대는 완전히 막을 내렸다.

## 2008년2월 28일
- 쿠데타로 축출됐던 탁신 친나왓 전 타이 총리가 귀국했다.
- 미국 루이지애나 주립대 연구팀이 눈을 만드는 빙핵의 대부분이 박테리아라는 것을 밝혀냈다.

## 2008년2월 27일
- 1유로대비 미국 달러 가치가 US$1.5121 대로 진입했다.
- 이재용 삼성전자 전무가 삼성 특검에 출석해 조사받았다.
- 윈도 서버 2008이 출시되었다.

## 2008년2월 26일
- 소니는 샤프 주식회사와 LCD 공동생산을 하기로 결정했다.
- 조선민주주의인민공화국(북한)의 동평양대극장에서 미국 뉴욕 필하모닉이 첫 평양 공연을 하였다.
- 조선민주주의인민공화국(북한)은 2010년 FIFA 월드컵 아시아 예선 자격으로 치러지는 대한민국과의 축구 홈 경기(김일성경기장)에서 태극기 계양과 애국가 연주를 끝내 거부했다. 이에 따라 대한축구협회에서는 FIFA에 중재 요청을 하기로 했다.

## 2008년2월 25일
- 제 16대 노무현 대통령이 임기종료로 이날 퇴임해 경남 김해 봉하마을로 귀향했다.
- 이명박이 노무현 대통령 임기종료로 노무현 대통령 후임으로 국회의사당에서 대한민국 제17대 대통령에 취임했다.
- 미국의 도시 로스앤젤레스에서 제80회 아카데미 시상식이 열렸다. 시상식 결과 영화 《노인을 위한 나라는 없다 (No Country for Old Men)》가 4개 부문의 아카데미상을 받았다

## 2008년2월 22일
- 노무현 대통령은 청와대 출입기자단과 고별 오찬에서 지난 5년 동안 언론은 물론 자신도 힘이 들었지만 스스로 선택한 길인만큼 견디고 갈 수 밖에 없었다고 말했다.
- 대구 지하철 2호선에서 정전사고가 발생했다.

## 2008년2월 21일
- 문화방송(MBC)에서 2월 21일부터 2월 23일까지 두 차례 동안 사상 최초로 현직 대통령인 노무현 대통령을 주제로 한 청와대 다큐인 청와대 사람들을 제작/방영 하였다.
- 유럽과 아프리카, 미주 지역 하늘에서 개기 월식 현상을 볼 수 있었다.
- 서울특별시 종로구에 위치한 정부중앙청사에서 오전 0시 32분경 화재가 발생했다.
- 이명박 당선자의 여러 의혹을 수사해 온 정호영 특별검사가 수사 결과를 발표했다. 이명박 당선자는 무혐의로 판명되었다.
- 2월 5일부터 2월 12일까지 전 세계 33개국에서 실시한 '미국 민주당 전지구적 당원경선'(글로벌 프라이머리)의 개표결과, 버락 오바마가 압승(65.6%)하였다.
- 튀르키예군 1만명이 쿠르드 노동자당 세력 토벌을 구실로 쿠르드족이 거주하는 이라크 북부를 침공하였다.

## 2008년2월 20일
- 파키스탄 총선에서 압승을 거둔 야당의 무샤라프 대통령 사임 요구에 대해 무샤라프 대통령 측은 거부 입장을 밝혔다.
- 2008년 미국 대통령 선거 위스콘신주 프라이머리(예비경선)
  - 민주당 버락 오바마와 공화당 존 매케인이 승리하였다.
- 대한민국의 정부조직 개편안 협상이 타결되었다. (15부 2처)
- 대한민국 육군 204항공대대 소속 UH-1H 헬기가 오전 1시10분께 해발 1157m인 양평 용문산에 추락했다.

## 2008년2월 19일
- 노무현 대통령이 참여정부 마지막 국무회의를 열었다.
- 파키스탄 총선에서 야당인 파키스탄 인민당(PPP)과 파키스탄무슬림리그(PML-N)가 무샤라프가 이끄는 파키스탄무슬림연맹(PML-Q)를 압승하였다.
- 쿠바의 피델 카스트로가 국가평의회 의장직을 퇴임하였다. (국가평의회 의장직은 대통령직과 같음.)
- 대한제국 황제인 고종이 일본에 외교권을 빼앗긴 1905년 맺어진 을사조약의 부당함을 알리고 지원을 요청하기 위해 1906년 5월 독일 빌헬름 2세에게 보낸 밀서가 처음 발견됐다.

## 2008년2월 18일
- 노무현 대통령은 이날 오전 이명박 당선자를 청와대로 초청해 비공개 회담으로 한미 FTA와 정부조직개편안에 대해 논의 하였다.
- 이명박 대통령 당선자가 새 정부 각료 내정자를 공식 발표하였다.
- 사상 최대 규모의 증보 작업이 진행 중인 새 《공자가보(孔子家譜)》에 3만 4천명의 한국인을 포함, 공자의 후손 200만명이 추가되었다. 한국의 곡부 공씨(曲阜孔氏)가 공자의 후손임이 공식 인정된 것은 이번이 처음이다.

## 2008년2월 17일
- 코소보가 세르비아로부터 독립을 선언하였다.
- 이명박 당선자의 여러 의혹을 수사하고 있는 정호영 특별검사팀이 이명박 당선자를 제3의 장소로 불러 3시간여 동안 조사했다 밝혔다.

## 2008년2월 16일
- 코소보의 하심 타치 총리는 2008년 2월 17일에 코소보 독립을 선언할 것이라고 말했다.
- 도시바가 블루레이 디스크에 밀려 HD-DVD 사업에서 철수할 방침이라고 발표했다.

## 2008년2월 15일
- 숭례문 방화사건에 대한 현장 검증이 실시되었다.
- 엄기영 전 특임이사 겸 MBC 뉴스데스크 진행자가 MBC 제27대 사장에 내정되었다.
- 체코 대통령 선거에 바츨라프 클라우스 현 체코 대통령이 재선됐다.

## 2008년2월 14일
- 삼성 비자금 관련 의혹사건을 수사중인 조준웅 특별검사팀이 삼성전자 수원 본사를 압수 수색했다.

## 2008년2월 13일
- 오스트레일리아 케빈 러드 연방총리는 자국 원주민들에게 그동안의 차별정책들에 대하여 정부차원의 첫 공식사과문을 발표하였다.
- 군필자에게 취업시 가산점을 부여하는 법안이 국회 국방위원회를 통과했다.

## 2008년2월 12일
- 노무현 대통령이 잘못 거둔 학교용지 부담금을 돌려주는 것을 골자로 하는 특별법에 대해서 거부권을 행사했고, 환급운동을 벌여왔던 시민단체와 정치권이 즉각 반발하고 나섰다.
- 2008년 미국 대통령 선거 포토맥 프라이머리
  - 민주당 버락 오바마와 공화당 존 매케인이 압승을 거두었다.
- 국민중심당이 자유선진당과 통합하였다.

## 2008년2월 11일
- 숭례문 화재사건의 방화 용의자 채종기가 검거되었다.
- 호세 라모스 오르타 동티모르 대통령과 사사나 구스마오 총리가 쿠테타군의 총격을 받아 부상을 입었다.

## 2008년2월 10일
- 대한민국 국보 1호인 숭례문에서 오후 8시 40분경 화재가 발생해 5시간 후인 11일 오전 1시 50분경 숭례문이 완전 붕괴되었다.
- 스위스 취리히의 한 박물관에서 세잔, 드가, 반 고흐, 모네의 작품들이 무장강도에게 도난당했다.

## 2008년2월 9일
- 대한민국 남자 테니스 국가대표팀의 이형택 선수가 독일에서 벌어진 데이비스컵 월드그룹 첫경기에서 승리했다.

## 2008년2월 8일
- 잉글랜드 프리미어리그의 20개 구단이 2011년부터 해외에서 추가로 10개 경기를 열기로 결정했으나, 이에 대해 FIFA는 반대 입장을 표명했다.
- 삼성 특검팀의 삼성증권 계좌센터, 삼성SDS e-데이터센터에 대한 압수수색이 이루어지지 못했다.
- 신당과 한나라당의 6명이 모인 일명 6인 회담에서 통일부 존치, 인권위 독립을 합의했다.

## 2008년2월 5일
- 2008년 미국 대통령 선거 민주당 경선 (슈퍼 화요일)
  - 총 22개 주에서 경선이 실시되었으나 버락 오바마와 힐러리 클린턴 간의 승부가 결정되지 못하였다.
- 민주노동당 노회찬 의원이 전당대회에서 혁신안이 부결된 것에 대한 실망으로 탈당을 선언하였다.
- 로스쿨 선정과정에 청와대의 의견이 반영되지 않은 것과 관련해 김신일 교육부 총리가 사실상 전격 경질되었다.
- 휴메인 소사이어티는 미국 캘리포니아 한 도축장에서 어떻게든 검역을 받기 위해 쓰러져 있는 병든 소를 물대포나 전기충격등으로 일으키는 몰래카메라를 입수, 공개해 파문이 일고 있다.전기충격에 물대포…끔찍한 병든 소 강제검역 (SBS 뉴스 동영상)

## 2008년2월 4일
- 대한민국의 법학전문대학원으로 선정된 25개 대학이 예비인가 잠정안을 그대로 최종 확정키로 했다. 탈락한 대학교는 이에 대응해 법원에 가처분 신청할 예정이다.
- 민주노동당 자주파 대의원들이 일명 "심상정 민노당 혁신안"을 부결시킨 것에 관련해 심상정 민주노동당 비대위원장이 사퇴했다.
- WKBL은 김은경 선수에 대해 잔여경기 출장정지 및 벌금 300만원의 징계를 결정했다.
- 미국에서 토네이도가 발생, 54명이 사망했다.

## 2008년2월 3일
- 서울고등법원은 대한민국이 세계 최초로 개발한 와이브로 기술을 빼돌리려던 연구원 4명을 2심에서 징역 1년~2년의 중형을 선고하였다.
- 아프리카의 콩고 민주 공화국과 르완다에서 차례로 6.0, 5.0의 지진이 발생해 최소한 39명이 죽고 400명 가까이가 부상을 당했다.
- 세르비아 대통령 선거에서 보리스 타디치 후보가 약 51%의 득표율을 기록, 47%의 니콜리치 후보를 꺾고 대통령에 재선했다.

## 2008년2월 2일
- 니콜라 사르코지 프랑스 대통령이 가수 카를라 브루니와 정식으로 결혼하였다.

## 2008년2월 1일
- 이회창 전 대선후보가 이끄는 자유선진당이 공식 출범했다.
- 마이크로소프트사는 야후에 446억 달러를 지급하는 조건으로 인수를 제안하였다.